# Bill Laimbeer
William „Bill” Laimbeer Jr. (ur. 19 maja 1957 w Bostonie) – amerykański koszykarz i trener, podczas kariery zawodniczej grający na pozycji środkowego, dwukrotny mistrz NBA.

## Życiorys
Mierzący 211 cm wzrostu koszykarz studiował na University of Notre Dame. Do NBA został wybrany z numerem 65. w drafcie w 1979 przez Cleveland Cavaliers, nie od razu trafił jednak do ligi i sezon 1979/80 spędził we Włoszech (Basket Brescia). Kontrakt z Cleveland podpisał w 1980 i grał w tym zespole niecałe dwa lata – w lutym 1982 został oddany do Detroit Pistons. W Detroit występował do końca kariery zawodniczej (1994) i stał się ważną częścią drużyny określanej mianem "Bad Boys". Pierścienie mistrzowskie zdobywał w 1989 i 1990.
Cztery razy brał udział w NBA All-Star Game (1983, 1984, 1985, 1987). Karierę zakończył z dorobkiem 13 790 punktów i 10 400 zbiórek. W latach 1982–1990 notował najwięcej defensywnych zbiórek w lidze, a w sezonie 1985/86 wygrał klasyfikację generalną zbierających. Jego seria 685 rozegranych meczów z rzędu (zakończona z powodu zawieszenia, nie kontuzji) lokuje go na piątym miejscu w historii w tej statystyce.
Laimbeer był jednym z najostrzej grających zawodników swoich czasów, w związku z czym był powszechnie nielubiany przez przeciwników i publiczność. Ma na swoim koncie fizyczne starcia z najlepszymi zawodnikami ligi, w tym z Larrym Birdem, Michaelem Jordanem, Charlesem Barkleyem czy Robertem Parishem. Z drugiej strony podziw budziły, rzadko spotykane u środkowych, jego umiejętności punktowania rzutami za 3 (32,6% skuteczności w karierze).
W 2002 został szkoleniowcem Detroit Shock, kobiecego zespołu występującego w lidze WNBA. W tej roli trzykrotnie zwyciężał (2003, 2006, 2008).
Bill Laimbeer wraz z Chaunceyem Billupsem i Swin Cash z Detroit Shock wygrali konkurencję „Shooting Stars” podczas NBA All-Star Weekend w 2007 roku.
30 grudnia 2021 został zwolniony ze stanowiska trenera Las Vegas Aces.

## Osiągnięcia

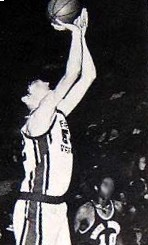
Laimbeer w barwach szkoły średniej Palos Verdes (1975).

### Zawodnicze
- 2-krotny mistrz NBA (1989, 1990)[2]
- Wicemistrz NBA (1988)[2]
- 4-krotny uczestnik meczu gwiazd NBA (1983–85, 1987)[3]
- Lider NBA w zbiórkach (1986)[4]
- Zwycięzca konkursu Shooting Stars podczas NBA All-Star Weekend (2007)[5]
- Klub Detroit Pistons zastrzegł należący do niego w numer 40[6]

### Trenerskie
- 3-krotny mistrz WNBA (2003, 2006, 2008)[7]
- Wicemistrz WNBA (2007[7], 2020[8])
- Trener Roku WNBA (2003, 2015)[9]
- Trener drużyny Wilson podczas meczu gwiazd WNBA (2019)